# Elamo-dravidiska språk
Elamo-dravidiska språk är en hypotetisk språkfamilj bestående av de dravidiska språken och elamitiska. Hypotesen är dock omstridd bland historiska lingvister.  Den främste företrädaren för den elamo-dravidiska hypotesen är David McAlpin.